# Mistrzostwa Europy w Lekkoatletyce 1950 – maraton mężczyzn

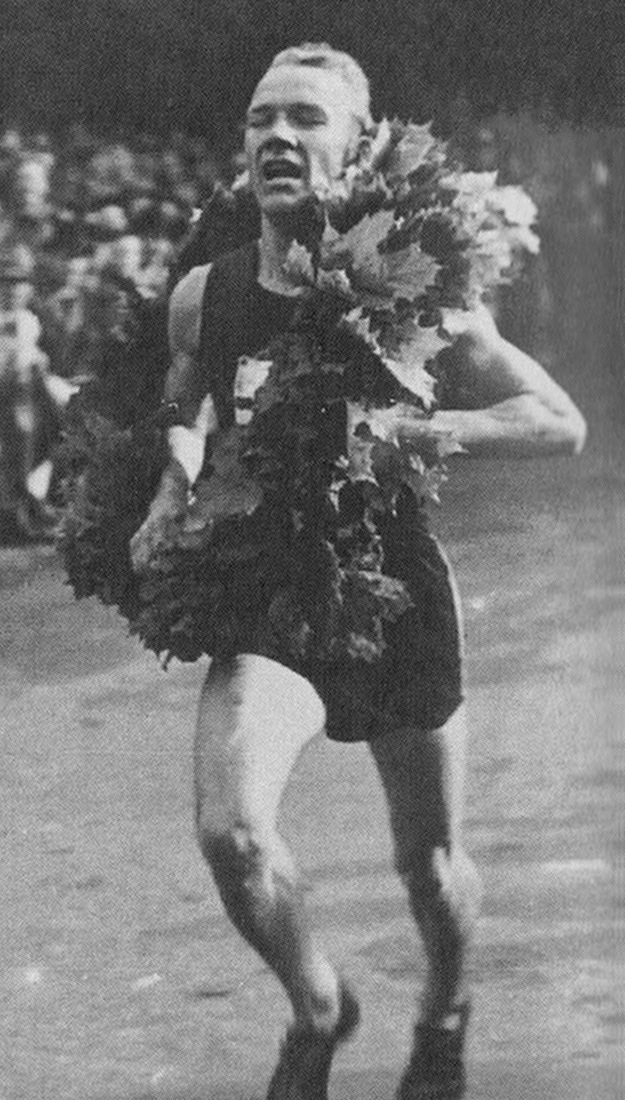
Veikko Karvonen

Bieg maratoński mężczyzn był jedną z konkurencji rozgrywanych podczas IV Mistrzostw Europy w Brukseli. Bieg rozegrano 23 sierpnia 1950 roku. Zwycięzcą tej konkurencji został Brytyjczyk Jack Holden. W rywalizacji wzięło udział dwudziestu dwóch zawodników z trzynastu reprezentacji.

## Rekordy
| Rekord świata     | Suh Yun-bok (KOR)    | 2:25:39   | Boston, Stany Zjednoczone | 19.04.1947 |
| Rekord mistrzostw | Väinö Muinonen (FIN) | 2:37:28,8 | Paryż, Francja            | 04.09.1938 |

## Wyniki
| Miejsce | Zawodnik           | Czas    | Uwagi |
| ------- | ------------------ | ------- | ----- |
| 1       | Jack Holden        | 2:32:14 | CR    |
| 2       | Veikko Karvonen    | 2:32:45 |       |
| 3       | Fieodosij Wanin    | 2:33:47 |       |
| 4       | Gösta Leandersson  | 2:34:26 |       |
| 5       | Wasilij Gordijenko | 2:34:37 |       |
| 6       | Charles Cérou      | 2:36:09 |       |
| 7       | Jean Leblond       | 2:36:55 |       |
| 8       | Étienne Gailly     | 2:38:24 |       |
| 9       | John Systad        | 2:39:50 |       |
| 10      | Gustav Östling     | 2:41:18 |       |
| 11      | Edward Denison     | 2:44:31 |       |
| 12      | Vilho Partanen     | 2:45:26 |       |
| 13      | Miroslav Glogonjac | 2:55:41 |       |
| 14      | Luka Bosanac       | 2:59:05 |       |
| 15      | Alfons Zwicker     | 3:01:04 |       |
| 16      | Adri Moons         | 3:01:50 |       |
| 17      | Atanazios Ragazos  | 3:01:52 |       |
| 18      | Behzat Akdeniz     | ??      |       |
| 19      | Gottfried Knecht   | ??      |       |
| –       | Ludwig Jahn        | DNF     |       |
| –       | René Josset        | DNF     |       |
| –       | Joop Overdyk       | DNF     |       |